# Фьяла, Жан-Пьер
Жан-Пьер Фьяла (фр. Jean-Pierre Fiala, род. 22 апреля 1969, Яунде) — камерунский футболист, игравший на позиции полузащитника. По завершении игровой карьеры — тренер.

## Клубная карьера
Во взрослом футболе дебютировал в 1993 году за команду «Канон Яунде», в которой провёл два сезона. Своей игрой за эту команду привлёк внимание представителей тренерского штаба греческого клуба «Лариса», к которому присоединился в 1995 году. Отыграл за этот клуб следующий сезон своей игровой карьеры, в котором провёл 7 матчей и занял со своей командой 16 место.
В 1996 году переехал в Индонезию, где в течение следующих 2 лет выступал за местные команды «Персма Манадо» и «Персия Джакарта», после чего перешёл во французский «Брест».
Завершил игровую карьеру в команде «Авранш», за которую выступал в течение 1999—2000 годов.

## Карьера в сборной
18 октября 1992 года дебютировал в официальных матчах в составе национальной сборной Камеруна в матче отбора на чемпионат мира 1994 года против Свазиленда (5:0) и сумел отличиться в концовке матча.
В составе сборной был участником чемпионата мира 1994 года в США, но на поле так и не вышел. Последний матч в футболке сборной провёл в ноябре того же года в товарищеской игре против Кот-д’Ивуара (1:2)
В течение карьеры в национальной команде, которая длилась 2 года, провёл в её форме 8 матчей, забив 1 гол.

## Тренерская карьера
Начал тренерскую карьеру, вернувшись в футбол после долгого перерыва, в 2011 году, возглавив тренерский штаб клуба «Ренессанс Нгуму», но уже год спустя покинул команду из-за череды неудачных результатов. 10 лет спустя, 4 августа 2022 года, был назначен тренером сборной Камеруна до 17 лет.